# Rückforderungsvereinbarung
Eine Rückforderungsvereinbarung (auch: Clawback-Klausel, Rückforderungs- oder Rückgewährklausel) ist ein Bestandteil von Anstellungsverträgen, meist bei Vorständen von börsennotierten Unternehmen. Sie legt fest, unter welchen Bedingungen Aufsichtsgremien variable Gehaltsbestandteile (z. B. Boni) nachträglich zurückfordern dürfen – oder seltener – müssen. Ziel ist es, erst später entdecktes illegales oder rufschädigendes Verhalten sanktionieren zu können.

## Entwicklung
Ein Prototyp solcher Vereinbarungen war zuerst im amerikanischen Sarbanes-Oxley Act von 2002 enthalten. Er erforderte die Rückforderung von Gehältern von Vorständen und Chief Financial Officers, deren Fehlverhalten Bilanzkorrekturen zur Folge hat. Mit der Finanzkrise gewann diese Idee an Dynamik. In der EU wurden in der Institutsvergütungsverordnung 2017 für Banken ähnliche Vorgaben formuliert.
Mittlerweile geben etwa 93 Prozent der im S&P 500-Aktienindex vertretenen Unternehmen an, Clawback-Klauseln für Barprämien, Aktienzuteilungen oder beides eingeführt zu haben. Zudem werden zunehmend mehr Sachverhalte in Rückforderungsvereinbarungen aufgenommen. Während ursprünglich nur kriminelles Fehlverhalten sanktioniert werden konnte, wird inzwischen rufschädigendes Verhalten oft breiter verstanden. Es deckt z. B. „das Schaffen einer toxischen Unternehmenskultur, sexuelle Belästigung und 'unangemessene' persönliche Beziehungen“ mit ab.
In Deutschland sind, infolge der Bankenkrise ab 2008, Clawback-Klauseln bei Banken seit März 2017 vorgeschrieben. Seitdem müssen Banken Sonderzahlungen zurückfordern, wenn sich Mitarbeiter eines Fehlverhaltens schuldig gemacht haben. Eine Rückforderung ist bis zu sieben Jahre lang möglich. Auch über Banken hinaus empfiehlt der Deutsche Corporate Governance Kodex von 2019: „In begründeten Fällen soll eine variable Vergütung einbehalten oder zurückgefordert werden können.“ 2018 hatten 2/3 der Unternehmen im DAX eine Clawback-Klausel.

## Rechtlicher Rahmen in Deutschland
Das Gesetz zur Angemessenheit der Vorstandsvergütung (VorstAG) legt fest, dass der  Aufsichtsrat bezüglich der Gesamtbezüge eines Vorstandsmitglieds (z. B. Gewinnbeteiligungen, Aktienbezugsrechte) Sorge tragen muss, „dass diese in einem angemessenen Verhältnis zu den Aufgaben und Leistungen des Vorstandsmitglieds [...] stehen und [...] bei börsennotierten Gesellschaften auf eine nachhaltige Unternehmensentwicklung“ ausgerichtet sind.
Für den Bankensektor in Europa wurde mit der Überarbeitung der Institutsvergütungsverordnung 2017 die Vorgabe gemacht, dass in „bedeutenden Instituten [...] Zurückbehalt, Malus-Überprüfung, [...] und Rückforderung“ vorgesehen werden müssen.

## Nutzung vonClawback-Klauseln
Dass Rückforderungsvereinbarungen tatsächlich genutzt werden, ist in Deutschland selten. Clawback-Klauseln gelten in der Praxis als noch nicht voll erprobt, besonders wegen des Risikos der Durchsetzbarkeit von Rückforderungsansprüchen.
In den USA hat aber z. B. Wells Fargo 28 Millionen Dollar von seinem ehemaligen CEO John Stumpf zurückgefordert, nachdem eine Untersuchung ergeben hatte, dass dieser eine Kultur geschaffen hatte, die zum Eröffnen gefälschter Konten ermutigte um den Umsatz zu steigern. Goldman Sachs forderte 2020 von einem Dutzend aktueller und ehemaliger
Führungskräfte 175 Mio. Dollar zurück um den Schaden aus dem Veruntreuungsskandal rund um 1MDB zu begrenzen. McDonald’s bemüht sich, 57 Mio. Dollar Abfindung von seinem ehemaligen Chef Steve Easterbrook zurückzubekommen, der wegen sexueller Beziehungen zu Untergebenen entlassen wurde.

## Auswirkungen
Eine Analyse amerikanischer Unternehmen im S&P 500 stellt fest, dass Clawback-Klauseln auch unerwünschte Effekte haben könnten. Unternehmen mit solchen Klauseln nutzen demnach weniger strategische Instrumente als Unternehmen ohne eine solche Klausel was auf eine geringere Wandelbarkeit dieser Unternehmen hindeute. Interpretiert wird dies als Folge der Angst von Vorständen vor besonders riskanten Entscheidungen.